# 乏
【乏】 — китайський ієрогліф. Один з 854 ієрогліфів, обов'язкових для вивчення в японській середній школі.Рідко використовується на письмі в японській мові.

## Значення
1. бідний.
1) незаможний.
2) пустий.
3) безнадійний.
2. пустий, незайнятий (про посаду).
3. викидати, ліквідовувати.
4. бракувати; не вистачати.
5. занепадати.
6. щит-ширма (шкіряний для захисту від стріл).
7. ієрогліф 正 догори дригом.

Ключ: 4 (丿 + 4);  Кількість рисок: 5.
Введення ієрогліфа методом цанзє: 竹戈弓人 (HINO); Введення ієрогліфа чотирикутним методом: 20307. Складається з: ⿱丿之.

## Прочитання
| Китайська         |                   |                   |                   |                 |                 |
| Мандаринська мова | Мандаринська мова | Мандаринська мова | Мандаринська мова | Кантонська мова | Кантонська мова |
| чжуїнь            | піньїнь           | Вейд-Джайлз       | кирилиця          | ютпхін          | Єль             |
| ㄈㄚˊ             | fá (fa2)          | fa2               | фа                | fat6            | fat6            |

| Корейська |         |               |              |         |           |
|           | хангиль | стара латинка | нова латинка | Єль     | кирилиця  |
| Звук:     | 핍      | p'ip          | pip          | phip    | пхіп      |
| Назва:    | 모자랄  | mojaral       | mojaral      | mocalal | моджараль |

| Японська |           |          |          |
|          | кана      | латинка  | кирилиця |
| Он:      | ぼう ほう | bō hō    | бō хō    |
| Кун:     | とぼしい  | toboshii | тобосій  |
| Ім'я:    | —         | —        | —        |